# Stâlpu, Buzău
Stâlpu este o comună în județul Buzău, Muntenia, România, formată numai din satul de reședință cu același nume.

## Așezare
Comuna se află la sud-vest de municipiul Buzău, reședința județului, într-o câmpie piemontană de la poalele Subcarpaților Curburii și este străbătută de drumul județean 203G, care o leagă spre sud de Costești (unde se termină în DN2) și spre nord de Merei și stațiunea Sărata Monteoru, (unde se intersectează cu DN1B), Tisău și Măgura (unde se termină în DN10). Comuna este străbătută de calea ferată Ploiești–Buzău, fiind deservită de halta Băile Sărata Monteoru, aflată pe teritoriul comunei, în apropierea satului de reședință.

## Demografie
Componența etnică a comunei Stâlpu
     Români (94,63%)
     Alte etnii (0,76%)
     Necunoscută (4,62%)
Componența confesională a comunei Stâlpu
     Ortodocși (94,76%)
     Alte religii (0,13%)
     Necunoscută (5,11%)
Conform recensământului efectuat în 2021, populația comunei Stâlpu se ridică la 3.033 de locuitori, în scădere față de recensământul anterior din 2011, când fuseseră înregistrați 3.193 de locuitori. Majoritatea locuitorilor sunt români (94,63%), iar pentru 4,62% nu se cunoaște apartenența etnică. Din punct de vedere confesional, majoritatea locuitorilor sunt ortodocși (94,76%), iar pentru 5,11% nu se cunoaște apartenența confesională.

## Politică și administrație
Comuna Stâlpu este administrată de un primar și un consiliu local compus din 13 consilieri. Primarul, Stelian Gioabă[*], de la Partidul Social Democrat, este în funcție din 2012. Începând cu alegerile locale din 2024, consiliul local are următoarea componență pe partide politice:
|  | Partid                          | Consilieri | Componența Consiliului | Componența Consiliului | Componența Consiliului | Componența Consiliului | Componența Consiliului | Componența Consiliului | Componența Consiliului | Componența Consiliului | Componența Consiliului | Componența Consiliului |
|  | ------------------------------- | ---------- | ---------------------- | ---------------------- | ---------------------- | ---------------------- | ---------------------- | ---------------------- | ---------------------- | ---------------------- | ---------------------- | ---------------------- |
|  | Partidul Social Democrat        | 10         |                        |                        |                        |                        |                        |                        |                        |                        |                        |                        |
|  | Partidul Național Liberal       | 2          |                        |                        |                        |                        |                        |                        |                        |                        |                        |                        |
|  | Alianța pentru Unirea Românilor | 1          |                        |                        |                        |                        |                        |                        |                        |                        |                        |                        |

## Istorie
În preajma lui 1902, comuna avea 1720 de locuitori, făcea parte din plasa Sărăți a județului Buzău și era formată din satul Stâlpu și cătunul Balta Plopului, astăzi inclus în satul principal. În trecut, ea fusese proprietatea familiei Ghica (Alecu Ghica) și apoi a familiei Filitis. În comună funcționau 2 biserici. În 1925, comuna este consemnată în Anuarul Socec în aceeași componență, în plasa Glodeanurile a aceluiași județ, cu o populație de 1966 de locuitori.
În 1950, a fost trecută în subordinea raionului Buzău din regiunea Buzău și apoi (după 1952) din regiunea Ploiești. În 1968, a revenit la județul Buzău, reînființat.

## Monumente istorice

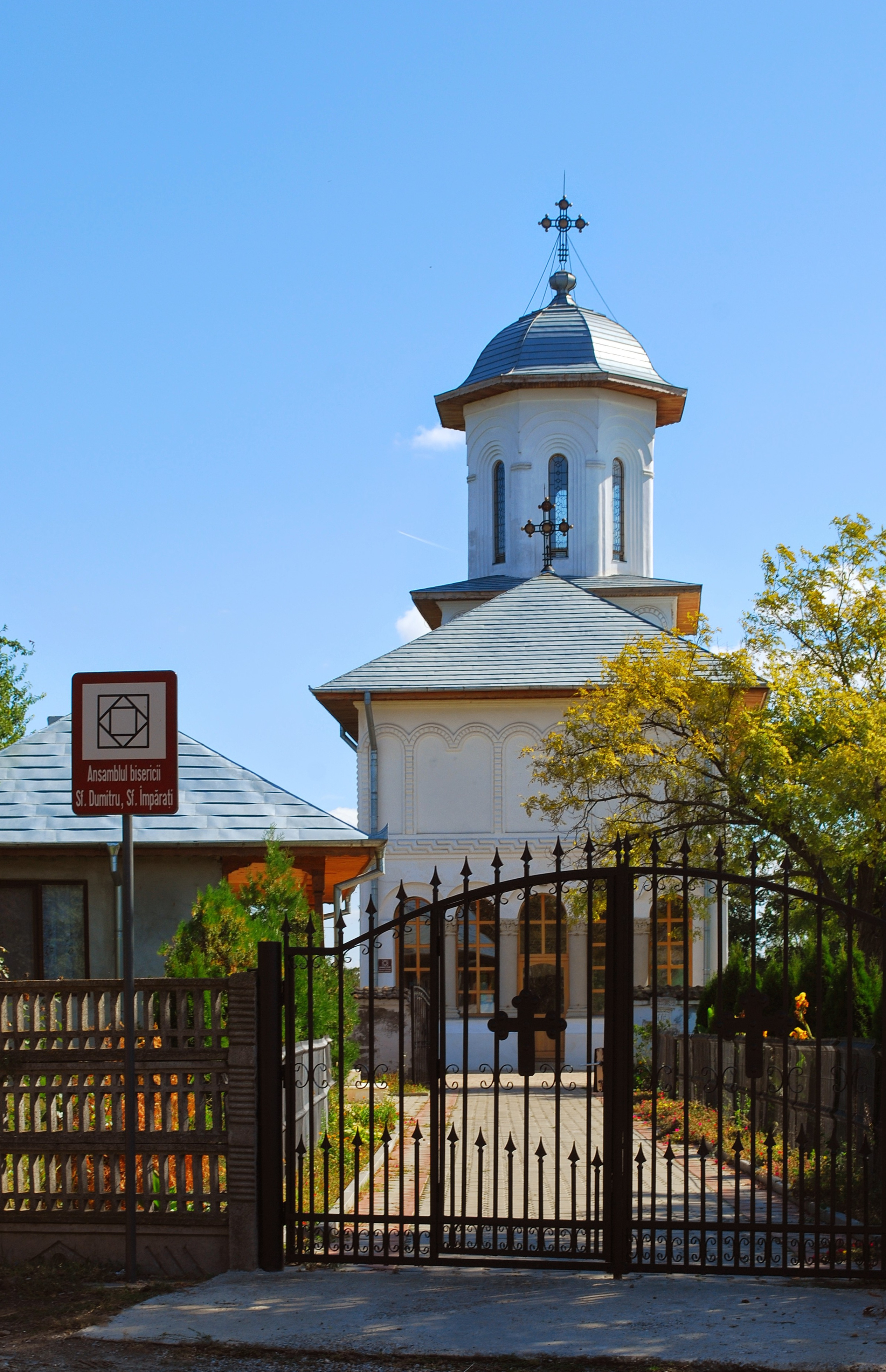
Biserica „Sfântul Dumitru” și „Sfinții Împărați” din Stâlpu, monument istoric

În comuna Stâlpu se află ansamblul bisericii cu hramurile „Sfântul Dumitru” și „Sfinții Împărați” (cuprinzând biserica propriu-zisă, turnul clopotniță și zidul de incintă), construită în 1699, clasificată ca monument istoric de arhitectură de interes național.
În rest, alte două obiective din comună sunt incluse în lista monumentelor istorice din județul Buzău ca monumente de interes local. Unul este un alt monument de arhitectură, conacul dr. Constantin Angelescu, datând de la sfârșitul secolului al XIX-lea. Celălalt este un sit arheologic aflat la nord-est de sat în punctul „Movila lui Pătrașcu” care cuprinde o așezare și o necropolă din perioada Halstatt (secolele al XII-lea–al V-lea î.e.n.), o așezare și o necropolă din perioada Latène (secolele al V-lea–I î.e.n.), o altă necropolă din primul mileniu e.n. și o așezare medievală timpurie din secolele al X-lea–al XI-lea.